# Museo Can Tinturé
El museo Can Tinturé, en Esplugas de Llobregat, tiene su sede en una casa construida a fines del siglo XIX por el arquitecto Claudi Duran i Ventosa y es el primer museo monográfico de azulejo de muestra de España. El objetivo del museo es poner en relieve la importancia como expresión artística y patrimonio cultural del azulejo de muestra, que constituyó el revestimiento cerámico de muchos hogares de Cataluña y la península ibérica de la Edad Media hasta la actualidad.
Can Tinturé gestiona también el Museo de la Rajoleta, ubicado en la Fábrica Pujol i Bausis, uno de los puntos de referencia de la producción de cerámica industrial catalana, especialmente durante la época de esplendor del modernismo. El museo forma parte de la Red de Museos Locales de la Diputación de Barcelona y del sistema territorial del Museo Nacional de la Ciencia y de la Técnica de Cataluña.

## Museo Can Tinturé
El fondo del Museo Can Tinturé está formado, principalmente, por la colección de azulejo de muestra de Salvador Miquel, adquirida en 1999 por el Ayuntamiento de Esplugas y que consta de más de 3000 azulejos de distintos estilos y modelos, de la época medieval a la producción industrial. El Museo también expone piezas procedentes de la fábrica Pujol i Bausis, conocida popularmente como La Rajoleta, un centro productor de cerámica modernista que revistió edificios de Gaudí, Domènech i Montaner o Sagnier, entre otros. El Museo también dispone de un módulo multisensorial llamado "La Mirada Táctil", un espacio de interpretación táctil dirigido a todos los visitantes pero diseñado y adaptado especialmente para los visitantes que presenten algún tipo de dificultad visual, ceguera o movilidad reducida.

## La Rajoleta. Fábrica Pujol i Bausis
La fábrica de cerámica Pujol i Bausis, también conocida como la Rajoleta, abrió sus puertas como equipamiento museístico en 2002. Cuenta con una pequeña exposición permanente sobre la historia y la producción de la fábrica, mediante un recorrido por una serie de elementos del proceso de producción: un horno para la cocción de piezas de barro para la construcción, como ladrillos y tejas; seis hornos de tipo árabe donde se produjo gran parte de la cerámica modernista; dos hornos de botella, donde se produjo gres y porcelana, y otras estructuras como la chimenea de la máquina de vapor. Hasta que el proyecto museístico no esté terminado, la Rajoleta solo se puede visitar de manera guiada los domingos o mediante concertación previa.